# De krakende carcas
De krakende carcas is het tweehonderdtwaalfde stripverhaal uit de reeks van Suske en Wiske. Het is geschreven en getekend door Marc Verhaegen.
Het werd gepubliceerd in TV Ekspres van 13 januari 1992 tot en met 30 november 1992. De eerste albumuitgave in de Vierkleurenreeks was in februari 1993, met albumnummer 235. 
Omdat Verhaegen inmiddels voor Studio Vandersteen werkte, heeft de studio er vanaf hier de naam van Paul Geerts opgezet, hoewel Geerts inmiddels het stokje had overgedragen aan Verhaegen. Verhaegen heeft het verhaal geschreven nadat hij in de zomer van 1992 met zijn familie in de Languedoc zijn vakantie had doorgebracht, in de buurt van Carcassonne.

## Locaties
- België, Zuid-Frankrijk, Languedoc, Carcassonne, de Cité, museum, Mont Llaret, de Aude, Porte d’Aude, Florence, Porte Narbonaise, Montagnes Noires

## Personages
- Suske, Wiske met Schanulleke, tante Sidonia, Lambik, Jerom, Maurice, dorpsbewoners, ober, museumwachter, Merluche (chirurgijn, tovenaar), Marcel, Pluim en Roje (eekhoorns), Mathilde en Armand Siepesoppe, broeder Scorbut, broeder Aride, broeder Fricoteur, Porkie (varken), eekhoorns, de drie streekwinden (de Autan, de Marin en de Cers), dame Carcas (Moorse vrouw), Truffo (hond), Roger, Peter van Castelnau (legaat van de paus) en soldaten, Thierry (schildknaap van de graaf van Toulouse), Pépere (houthakker) en zijn vrouw, burggraaf Raymond de Trenceval en zijn vrouw Irene, paus Innocentius III, Simon de Montfort l’Amaury (graaf van Leicester), drie broeders van de katharen, bevolking en deelnemers aan kruistocht

## Het verhaal
Lambik heeft een vakantiehuisje gehuurd in de Languedoc. De vrienden willen de cité van Carcassonne gaan bewonderen. Lambik speelt liever jeu de boules met de lokale bewoners. Door zijn gedrag krijgt hij echter  ruzie met de andere spelers. Hij moet vluchten en komt in een geheime gang terecht. Lambik ontmoet hier Merluche. Hij hoort ook dat de geesten van mensen die de burcht ooit wilden aanvallen, in flessen opgesloten zijn. Merluche vertelt dat hij in 1206 in dienst van burggraaf Raymond Trenceval kwam. Hij maakte een levenselixer en daarom leeft hij nog altijd. Hij heeft beloofd de klopgeesten in de flessen te bewaken en ziet de hoorn van dame Carcas. Uit de echte hoorn zou de rivier de Aude ontspringen in de Pyreneeën, het zou gebouwd zijn door de Westgoten. Dame Carcas was een listige Moorse vrouw die de burcht verdedigde tegen het leger van Karel de Grote. Ze gaf zich over, maar wist niet van het bestaan van de echte hoorn. Dan valt de fles met dame Carcas om en verdwijnt als hij door een koperen cirkel der keerkringen valt. Als Lambik even later uit een fles drinkt, verandert hij meteen in een kikker. Lambik hoort dat wie  door de koperen cirkel gaat bij het uitspreken van een jaartal in een andere tijd terechtkomt; waarschijnlijk is dame Carcas naar het jaar 1206 terug. Lambik moet nu ook naar het verleden en hij moet zichzelf met groene knolamaniet bestrijken, driemaal rond een haagbeuk lopen en dan het huidige jaartal uitspreken om terug te komen in zijn eigen tijd. Na een uur zal de toverdrank uitgewerkt zijn en Lambik zal dan zijn normale uiterlijk terugkrijgen. Hij wordt als kikker door de cirkel der keerkringen gegooid; de cirkel der keerkringen werkt alleen als er kleine voorwerpen of dieren doorheen worden gegooid.
Suske, Wiske, Jerom en tante Sidonia komen intussen in een stenen gang terecht en landen in de ketels van Merluche. Ze veranderen in muizen, een hagedis en een schildpad en worden opgesloten door de tovenaar. Lambik is in de tuin van Mathilde Siepesoppe aangekomen, waar ook de fles van dame Carcas terecht is gekomen. Haar man is soldaat in dienst van de burggraaf De Trenceval. Ze maakt de fles open, in de veronderstelling dat het een fles wijn is. Dame Carcas ontsnapt na twaalf eeuwen en kruipt in het lichaam van Mathilde. Mathilde doet de wapenuitrusting van haar man aan en maakt een stropoppen-leger levend. Er komen drie kathaarse broeders, zij zien een kikker in een boom. Lambik krijgt weer zijn normale uiterlijk en verschijnt dus plots voor de mannen. Lambik krijgt een mantel van de broeders. De mannen horen een varken krijsen als de stromannen een boerderij aanvallen. Lambik snelt te hulp, maar kan niet voorkomen dat het varken wordt meegenomen. Hij kan wel een van de mannen te pakken krijgen en trekt hem uit elkaar. De broeders vertellen dat zij zichzelf kastijden als ze iets fout doen, maar Lambik doet dit niet bij zichzelf en vertelt dat hij dame Carcas weer in haar kruik moet krijgen. Lambik doet het uniform van de stropop aan en volgt het varken en de stromannen. Dame Carcas rijdt op het varken richting de bron van de Aude, maar ze wordt in de rivier geblazen door de drie streekwinden. Ze neemt wraak op de natuurelementen en Lambik besluit zich gedeisd te houden. De groep klimt de berg Mont Llaret op en dame Carcas ontdekt de fabelachtige Hoorn der Westgoten, ze laat haar mannen de hoorn uithakken. Suske, Wiske, Jerom en tante Sidonia vertellen Merluche dat ze vrienden van Lambik zijn, en hij gooit ze ook door de koperen cirkel. Ze kunnen ontsnappen van een hond, maar tante Sidonia en Jerom worden door een jongetje gevangengenomen. Suske en Wiske zien hoe de katharen worden aangevallen door soldaten en de Heer van Castelnau, maar een schildknaap kan hen laten ontsnappen. Suske en Wiske krijgen dan hun normale uiterlijk terug en volgen de schildknaap van de graaf van Toulouse. Hij vertelt dat hij Thierry heet en hij vertelt dat hij de pauselijke legaat niet wilde verwonden, hij wilde het enkel opnemen voor de katharen. Hij vertelt dat de katharen geloven dat het lichaam aan de duivel toebehoort en enkel de geest aan God is, hun bonhommes (predikanten) leiden een leven van gebed en ontbering. Ze worden beschermd door de graven van Toulouse en Carcassonne, maar de paus heeft een legaat gestuurd om de graven aan zijn kant te krijgen. Suske en Wiske krijgen lokale kleding van een houthakker en gaan met een ezel op weg naar Carcassonne.
Tante Sidonia en Jerom hebben ook hun normale uiterlijk teruggekregen en Raymond Trenceval en zijn zoontje Roger kijken vreemd op, want ze hadden een schildpad en hagedis verwacht. Tante Sidonia en Jerom besluiten niet te vertellen waarom ze daar zijn en ze treden op voor de aanwezigen. Ze worden rondgeleid en zien de jaarmarkt en horen dat de overheid de verdraagzaamheid tegenover de katharen afkeurt. Dan ziet tante Sidonia Suske en Wiske op de ezel en rent naar ze toe, Raymond hoort over het voorval met de pauselijke legaat. Hij vertelt dat de verstandhouding met Rome al slecht was en hij wil zo snel mogelijk de graaf van Toulouse spreken en gaat meteen richting Béziers. Suske en Wiske moeten op Roger passen en Jerom en tante Sidonia gaan op zoek naar Lambik. Autan en Marin drinken alleen nog en Cers gaat verdrietig naar de aarde en ziet Jerom, ze worden al snel verliefd op elkaar. Tante Sidonia ontdekt de volgende ochtend dat Jerom verdwenen is en ze ziet dat hij het bos voor de nimf verwoest. Jerom wordt door Autan en Marin te grazen genomen en komt door een windhoos in een ruimtetuig terecht. Cers is ontroostbaar en de mannen vragen zich af wat ze met tante Sidonia zullen doen, maar vluchten dan als dame Carcas arriveert.
Dame Carcas vertelt Cers dat ze Jerom terug zal brengen als zij haar zal helpen, haar man was de Saraceense heerser over de cité. De koning werd gevangengenomen en gedood door het leger van Karel de Grote. Dame Carcas nam de leiding over en bedacht een list, ze deed alsof alle torens werden bewaakt en voerde het laatste koren aan het laatste varken. Ze gooide het varken van de muren en de vijand dacht dat de stad na de lange belegering nog altijd voedsel bezat, het beleg werd opgeheven. Toen de troepen wegmarcheerden blies dame Carcas op de hoorn en de stad kreeg zijn naam (Carcas sonne – Carcas weerklinkt). ’s Nachts klommen mannen van Karel de Grote toch binnen en de vrouw werd verdreven en stierf, haar geest werd door Merluche gevangen. Tijdens haar gevangenschap heeft ze vele toverspreuken geleerd, die ze afluisterde van Merluche, en ze wil weer bezit nemen van de cité. Cers moet op de hoorn blazen en Lambik probeert haar dan te stoppen. Tante Sidonia en Lambik verslaan de stromannen, maar dan laat dame Carcas er nog vijftig verschijnen en ze moeten vluchten voor de overmacht. Lambik hoort van tante Sidonia hoe ze in het verleden is beland en Lambik gaat op weg om Suske en Wiske te waarschuwen. Tante Sidonia ziet Merluche in zijn jonge jaren en wordt bewusteloos geslagen door een gemaskerde man. In Florence hoort paus Innocentius III dat Peter van Castelnau aan een aanslag is bezweken, hij wil Simon de Montfort spreken. Simon maakt meteen oosterse “prullaria” kapot en is dolblij de katharen te mogen vervolgen in Béziers, Carcassonne en Toulouse.
Lambik komt in de cité bij Suske en Wiske en de soldaten worden door Thierry aangevoerd. De vrienden laten zware stenen door de mezekouw vallen en de aanval wordt afgeslagen, maar dan klinkt een enorm lawaai. De hoorn heeft een bres in de muren geslagen en de vrouw van burggraaf Trenceval wil geen geweld en biedt aan te vertrekken. De bewoners verlaten de cité en dame Carcas pakt geld af van een man, Cers is verdrietig en boos omdat Jerom niet teruggebracht is. Dame Carcas maakt Cers los en ze huilt uit bij Autan en Marin, de bewoners overnachten in een tentenkamp aan de voet van het rotsplateau. Raymond Trenceval komt gewond terug en vertelt dat Béziers is aangevallen door kruisvaarders, duizenden burgers zijn gedood en de stad werd geplunderd. Suske en Wiske zoeken Merluche, maar hij wordt bewusteloos geslagen door de gemaskerde. De gemaskerde vertelt dat de bruggraaf zijn burcht de volgende dag terug zal krijgen als ze doen wat hij zegt. De Porte Narbonaise wordt herbouwd en de katharen komen met een kar met specialiteiten uit de streek voor de poort. De schildwachten laten hen binnen en ze worden door dame Carcas gevangengenomen. In de proviandschuur komen Suske, Wiske, Lambik en de gemaskerde uit de tonnen. Dame Carcas wordt door een stroman gewaarschuwd, de hoorn zou gekrompen zijn. Suske, Wiske en Lambik worden voor haar gebracht en ze worden vastgebonden. Ze vraagt zich af wat wijlen koning Balaak gedaan zou hebben en ontmaskert dan Merluche, die een tekst in het Sanskriet herinnerde.
Merluche wordt ook vastgebonden en dan vertelt hij dat hij de hoorn met een botanisch mengsel verpulverd heeft, het koper werd stof en de edelstenen en het goud heeft hij in de waterputten van de cité verstopt. Voordat de stromannen pijlen op de vrienden schieten, vliegen ze in brand. Suske en Wiske hebben vuursteentjes aan de bogen en pijlen vastgemaakt en de vonkjes hebben het vuur veroorzaakt. Dan stort Jerom neer, hij vertelt op Mars te zijn geweest met wezens die zich als pelgrim vermomd hadden. Die beschaving is al miljoenen jaren oud en ze houden de aarde al lang in de gaten, het geheugen van de mens is gedeeltelijk gewist. Dan bedanken Raymond en de bevolking de vrienden, dame Carcas is de Montagnes Noires in gegaan en verschijnt als enorm varken. Dan komt een troubadour en hij zingt over dame Carcas, de geest komt uit het lichaam en verdwijnt. De troubadour blijkt tante Sidonia te zijn, ze heeft de instructies van Merluche prima opgevolgd. In de tekst in het Sanskriet staat dat dame Carcas bestaat omdat men erin gelooft, hij besloot naar het verleden te reizen en moest oppassen zichzelf niet tegen te komen. Merluche gaat naar het nirwana en zijn jongere versie zal een natuurlijke dood sterven. De vrienden zien dat Simon de Montfort de cité aanvalt, maar ze moeten terug naar huis en wrijven zich in met groene knolamaniet en lopen driemaal rond een haagbeuk. Wiske koopt een gids van de cité en leest dat Raymond tijdens vredesonderhandelingen gevangengenomen werd en in 1209 is gestorven, Simon de Montfort werd de nieuwe heerser van de cité. Lambik ziet dan de jeu-de-boulesspelers opnieuw op zich afstormen en drinkt nogmaals van een drankje, waarna hij verandert in een ezel.

## Achtergronden bij het verhaal
- Het verhaal speelt zich af in Carcassonne en is gebaseerd op de legende van Dame Carcas.
- Carcassonne staat op de Werelderfgoedlijst van UNESCO.
- Dit was het eerste album in de hoofdreeks met een vernieuwde achterkaft.